# Geografía matemática
La geografía matemática, al igual que el resto de la geografía, se concentra en la superficie terrestre, estudiando su representación matemática y su relación con la luna y el sol. Esta vocación la cual no es en sí inconexa, ya que por medio del estudio de los fenómenos de la superficie que acontecen el producto de la interacción con el sol y la luna se puede trazar el ecuador terrestre, los trópicos, las líneas polares, las coordenadas geográficas e incluso medir el tamaño de la Tierra. Las principales ramas de la Geografía matemática son la topografía, la cartografía, la geografía astronómica, la geoestadística y la geomática.
La geografía matemática es la cuna de la tradición espacial de la geografía, debido a su preocupación por la localización y por la representación del espacio de la superficie terrestre. Esto se comprende de mejor manera si se considera el gran aporte que la geometría, la ciencia que estudia el espacio que ha brindado a la geografía matemática. La geografía matemática proporciona un marco seguro para la localización, distribución y representación del espacio geográfico, marco del cual se nutren el resto de las ramas geográficas.
La geografía matemática es una de las ramas de la geografía que nace con la geografía misma. El padre de la geografía, Eratóstenes de Cirene, es también el padre de la geografía matemática, éste en su libro Geographia dedica el primer tramo de su libro al estudio de los fenómenos fruto de la interrelación entre la superficie terrestre y el sol y la luna, junto con los estudios de su forma, preocupándose también de la representación fiel de la superficie terrestre. En la segunda parte de su libro expone sus mediciones del tamaño de la Tierra.
Comúnmente los contenidos de la geografía matemática son los primeros en tratarse al abordarse un estudio introductorio de la geografía al abarcar la localización de la Tierra en el universo y en el sistema solar, los movimientos terrestres, la influencia del sol y la luna en la superficie (punto de partida ineludible y esencial en ramas de la geografía como la climatología y la hidrología) y la definición y comprensión de los sistemas de localización, como base de todo estudio geográfico.
En el último tiempo la geografía matemática ha tomado mayor relevancia por el desarrollo de los sistemas de información geográfica (SIG). La modelación matemática de diversos fenómenos en la superficie terrestre a través de los SIG le ha abierto un importante campo a la disciplina, que le ha permitido una mayor interacción con otras ramas de la geografía como la hidrología, la climatología, la geomorfología o la geografía económica.
Actualmente la formación de los geógrafos matemáticos se da a través de especialización hacia el final de la carrera de geografía como una mención en geografía matemática, a través de la carrera de ingeniería en geografía, a través de la obtención del grado de magíster, como en el caso de países como Chile, o como una carrera aparte, como es el caso de países como Argentina.